# Luísa de Jesus
Luísa de Jesus (Figueira de Lorvão, 10 de dezembro de 1748 – Coimbra, 1º de julho de 1772) foi a última mulher executada em Portugal.
Foi condenada e executada, aos 23 anos de idade (22 anos, segundo a sentença), por ter assassinado 33 expostos, ou seja, bebés abandonados que ela ia buscar à roda de Coimbra, umas vezes usando o seu nome verdadeiro, outras usando um nome falso, apenas com o intuito de se apoderar do enxoval da criança e embolsar os 600 réis que eram dados de cada vez que se ia buscar uma criança.
A ré só confessou a autoria de 28 homicídios. Foi então  atenazada com ferro em brasa, enquanto era conduzida pelas ruas de Lisboa, desde a cadeia até ao lugar do suplício, com um baraço ao pescoço e acompanhada por um funcionário que apregoava os pormenores da sua condenação e dos crimes que cometera. Uma vez chegada ao lugar da forca, cortaram-lhe as mãos e foi garroteada até morrer. Posteriormente, o seu cadáver foi queimado, para que não fosse possível sepultar os seus restos mortais.

## Origens

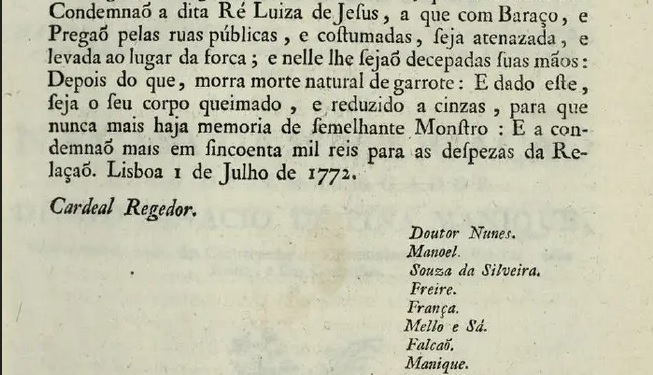
Excerto da «Sentença Proferida na Casa de Suplicação contra a Ré Luísa de Jesus»

Luísa de Jesus nasceu no seio de uma família de modesta condição, em Figueira do Lorvão, atualmente pertencente à freguesia de Penacova, se bem que na altura se encontrava sob a alçada do concelho de Coimbra. Era filha de Manoel Rodrigues (também grafado sob a abreviatura «Roiz») e de Marianna Rodrigues, primos direitos. Luísa não usava o apelido dos pais, prática relativamente comum, à época, entre a gente do povo de baixa condição social, por não haver qualquer imposição legal nesse sentido.
 

Luísa trabalhara como almocreve, comprando e vendendo mercadorias, entre a cidade de Coimbra e a aldeia de Gavinhos ou por toda a freguesia de Figueira do Lorvão. Ainda jovem, casou-se com Manoel Gomes, o qual, porém, na pendência do processo judicial, já teria desaparecido da sua vida.